# Вільхівський парк
Ві́льхівський парк — парк-пам'ятка садово-паркового мистецтва місцевого значення в Україні. Об'єкт природно-заповідного фонду Житомирської області. 
Розташований у межах Романівського району Житомирської області, поруч з центральною частиною села Вільха. 
Площа 11,2 га. Статус надано 1964 року. Перебуває у віданні Вільшанської сільської ради. 
Статус надано для збереження парку, закладеного в середині XIX ст. на березі річки Случ. Парк добре зберігся тільки в центральній частині на площі 5 га. Тут зростають 32 види дерев і чагарників, у тому числі високопродуктивні 120—160-річні насадження дуба черешчатого, клена гостролистого, липи, ясена, модрини європейської та інших. Решта площі засаджена сосною та білою акацією.